# Kamil Górny
Kamil Górny (* 20. September 1989 in Jastrzębie-Zdrój) ist ein polnischer Eishockeyspieler, der seit 2019 erneut beim JKH GKS Jastrzębie in der Polska Hokej Liga unter Vertrag steht.

## Karriere

### Club
Kamil Górny, der aus der Jugendabteilung des JKH GKS Jastrzębie stammt, debütierte 2006 als 17-Jähriger für den Klub in der zweitklassigen I liga. Nach zwei Jahren stieg er mit der Mannschaft in die Ekstraliga auf. 2013 gewann er mit dem Klub den Polnischen Eishockeypokal und die Vizemeisterschaft, die er auch 2015 gewinnen konnte. 2016 wechselte er zum GKS Tychy, für den er drei Jahre spielte. Mit den Oberschlesiern gewann er bereits in seiner ersten Saison dort den Polnischen Eishockeypokal durch einen 3:0-Endspielsieg gegen den KS Cracovia. Diesem Erfolg folgte 2018 der Doublegewinn aus Pokalsieg und polnischem Meistertitel. Es folgte eine weitere Meisterschaft 2019, bevor er nach Jastrzębie-Zdrój zurückkehrte. 2021 konnte er auch mit dem Klub aus seiner Geburtsstadt das Double gewinnen.

### International
Für Polen nahm Górny im Juniorenbereich jeweils an der Division I der U18-Weltmeisterschaft 2007 und der U20-Weltmeisterschaft 2008 teil.
Sein Debüt in der Herren-Nationalmannschaft gab er in der Saison 2012/13. Bei den Weltmeisterschaften 2013, 2018, 2022 und 2023, als den Polen erstmals seit dem Abstieg 2002 die Rückkehr in die Top-Division gelang, stand er für sein Heimatland in der Division I auf dem Eis. Zudem vertrat er seine Farben bei der Olympiaqualifikation für die Winterspiele 2022 in Peking.

## Erfolge
- 2013 Polnischer Pokalsieger mit dem JKH GKS Jastrzębie
- 2017 Polnischer Pokalsieger mit dem GKS Tychy
- 2018 Polnischer Meister und Pokalsieger mit dem GKS Tychy
- 2021 Polnischer Meister und Pokalsieger mit dem JKH GKS Jastrzębie
- 2022 Aufstieg in die Division I, Gruppe A, bei der Weltmeisterschaft der Division I, Gruppe B
- 2023 Aufstieg in die Top-Division bei der Weltmeisterschaft der Division I, Gruppe A

## Ekstraliga/PHL-Statistik
(Stand: Ende der Spielzeit 2022/23)